# Rinascita carolingia

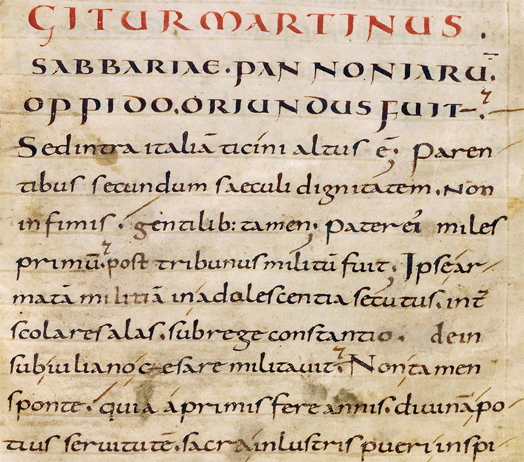
Pagina in minuscola carolina

La rinascita carolingia è il nome dato dagli storici alla fioritura e al risveglio culturale nell'Europa occidentale che coincise con gli anni al potere di Carlo Magno (768-814).
Il termine presenta una certa ambiguità legata a un improprio confronto con epoche successive. Il re franco perseguì piuttosto una riforma in tutti i campi, per poter "correggere" delle inclinazioni che avevano portato a un decadimento generale. Ma quando l'Imperatore pensava alla ristrutturazione e al governo del suo regno, rivolgeva le sue attenzioni a quell'Impero Romano di cui si faceva prosecutore ideale sia nel nome, sia nella politica.

## Scopi e caratteristiche
L'Impero carolingio era sorto dall'unione di aree geografiche e gruppi etnici ormai molto diversi tra loro. La renovatio fu anche una spinta alla coesione, come stimolo verso la creazione di un patrimonio culturale comune. Esso non era più l'antico Impero Romano, né il precedente Regno dei Franchi, avendo conseguito lo status imperiale nell'800.
La cultura al tempo di Carlo Magno e dei suoi successori è profondamente legata a due fattori: 
- La forte impronta data dalla religione;
- La legittimazione dell'Imperium attraverso la ripresa di elementi tipici della classicità romana.

Ispirandosi all'epoca dell'Impero Romano cristianizzato di Costantino I, si cercò di sottolineare il collegamento con la Chiesa di Roma per vari motivi, tra i quali non vanno trascurati la diffusione capillare del cattolicesimo in Europa, che poteva fare da veicolo per le riforme amministrative e istituzionali dell'Imperatore, e il collegamento diretto tra Papato e cultura antica, che poté legittimare l'Impero senza passare da Bisanzio, quindi senza generare conflitti e sovrapposizione di potere con il basileus.
Oltre al papato, un altro grande alleato dei Carolingi fu l'ordine benedettino, che fu promosso tramite la fondazione di decine e decine di abbazie, mentre a corte confluivano i chierici più colti del mondo cristiano. I monasteri fecero anche da centri propulsori della nuova cultura tramite l'istruzione.
Non fu però un recupero integrale e purista, anzi si fecero proprie tutte quelle realtà regionali nel frattempo fiorite in Europa, che ormai avevano trasformato e arricchito di nuove esperienze il retaggio romano: la tradizione cristiana irlandese e anglosassone, la cultura ellenizzata dei territori mediterranei, la cultura longobarda, oltre a tutta quella serie di nuovi influssi esterni come quello arabo e persiano.

## La riforma della Chiesa
La politica dell'Imitatio Imperii, occupò tutto il vasto programma di riforme perseguito dal sovrano Franco nel corso della sua vita. Lo sforzo rinnovatore di "correzione" "miglioramento" o "rinascita" degli usi e costumi, abbracciava prettamente la sfera religiosa. E non c'è da stupirsene, visto che Carlo Magno si credeva realmente in dovere di guidare la chiesa cristiana e con essa la moltitudine dei fedeli. Essendo rimasto particolarmente colpito dalle parole di uno dei dottori della chiesa (sant'Isidoro di Siviglia), il quale affermava che Dio "avrebbe giudicato i sovrani dal modo in cui è stata insegnata correttamente la dottrina nei loro regni", egli perseguì una serie d'importanti riforme per elevare, sia a livello qualitativo sia a livello comportamentale, il personale ecclesiastico operante nel regno. Carlo Magno era ossessionato dall'idea che un insegnamento sbagliato dei testi sacri, non solo dal punto di vista teologico, ma anche da quello "grammaticale", avrebbe portato alla perdizione dell'anima poiché se nell'opera di copiatura o trascrizione di un testo sacro si fosse inserito un errore grammaticale, si sarebbe pregato in modo non consono, dispiacendo così a Dio. Venne istituito quel motore propulsore dell'insegnamento che doveva diventare la scuola palatina, presso Aquisgrana, la nuova capitale scelta da Carlo.
Sotto la direzione di Alcuino di York, vennero redatti i testi, preparati i programmi scolastici e impartite le lezioni per tutti i chierici. In ogni angolo dell'Impero sorsero delle scuole vicino alle chiese e alle abbazie. L'accesso all'istruzione ecclesiastica era gratuito: in teoria, anche il figlio di un servo – se aveva volontà e poteva godere della benevolenza di qualche magnate – poteva accedere agli studi. L'azione di Carlo Magno non si limitò a un mero mecenatismo della cultura: egli pretese di fissare e standardizzare la liturgia, i testi sacri, e perfino di perseguire uno stile di scrittura che riprendesse la fluidità e l'esattezza lessicale e grammaticale del latino classico. Addirittura il credo cattolico, quello conosciuto da tutti, venne imposto da Carlo Magno al clero occidentale.
Carlo Magno infatti, perseguendo la sua politica unificatrice, promulgò dei capitolari che servivano a integrare le leggi esistenti e che spesso sostituirono pezzi completamente mancanti dei vecchi codici. Queste norme avevano valore di legge per tutto l'impero, e il re volle farle sottoscrivere da tutti i liberi durante il giuramento collettivo dell'806.
Inizialmente, tutti i notabili dell'impero avevano la qualifica di iudex, poiché non servivano particolari requisiti per presiedere una causa e i giudici non costituivano un potere separato da quello governativo. A livello regionale, era il Conte assistito dai suoi aiutanti (vassalli, vicari, centenari, lacopositi, scudalsci e boni homines) che procedeva al dibattimento ed emanava la sentenza. Al placito venivano convocati tutti gli abitanti della zona - a loro spese - sino alla fine delle udienze. A livello locale, il conte veniva sostituito dai suoi iuniores.
Cercando di correggere i costumi ed elevando la preparazione professionale degli operanti nella giustizia, Carlo Magno prima nell'Admonitio Generalis e poi nell'809 cercò di promulgare dei richiami che dovevano essere vincolanti per tutti: per esempio il conte non doveva convocare più di tre volte l'anno il placito, doveva astenersi dal bere e mangiare prima del dibattimento in modo da assistervi nel pieno delle sue facoltà. Norme più restrittive in questo senso vennero promulgate nell'809. Si decise la diversa composizione delle giurie (che da ora in poi dovevano essere costituite da professionisti e non giudici popolari) e che al dibattimento non partecipassero altre persone se non il conte coadiuvato dagli avvocati, notai, scabini e quegli imputati che erano direttamente interessati alla causa.
Le procedure giudiziarie vennero standardizzate, modificate e semplificate. A differenza di altri popoli, nella legislazione franca l'uso della prova scritta era ritenuto decisivo; chiunque in una causa patrimoniale potesse esibire dei documenti attestanti il suo buon diritto poteva trovare accoglimento o essere assolto all'istante.
Molto spesso allora queste prove venivano bruciate o manipolate, in un'epoca dove era relativamente semplice falsificare i documenti. Per esempio, qualora una causa riguardante la possessione di beni immobili tra un libero e uno schiavo manomesso (liberto) si fondasse sul documento attestante la precedente manomissione, quest'ultimo doveva esser collazionato con altre due copie uguali controfirmate dal cancelliere della zona. Se non si riuscivano a portare come prova dei documenti si ricercavano dei testimoni e se neanche dalle testimonianze si riusciva a indirizzare la sentenza, si procedeva al giuramento e all'ordalia "la prova di Dio". Carlo Magno non era del tutto convinto che l'esattezza del giudizio fosse dipesa da questi tipi di prova, ma, anche se ne limitò di molto l'uso, si trovò costretto a mantenere queste usanze unicamente perché consuetudinarie presso il suo popolo.

## La rinascita culturale
La situazione culturale del regno sotto i merovingi e i pipinidi era pressoché tragica. Carlo Magno dette impulso a una vera e propria riforma nei vari ambiti culturali: in architettura, nelle arti filosofiche, nella letteratura, nella poesia. Il pessimo stato di erudizione del regno franco era testimoniato dal fatto che quasi tutti i maggiori letterati e intellettuali di corte fossero di origine straniera: Alcuino era nato a York e quindi anglosassone, Paolo Diacono era longobardo, così come il grammatico Pietro da Pisa, ma anche Teodulfo d'Orleans era un goto scampato alle invasioni arabe in Spagna.
Il re franco considerava la stessa presenza dei dotti alla corte di Aquisgrana come la quinta colonna del suo potere politico, non tanto per il piacere di essere dichiarato da loro "dottore in grammatica, finissimo retorico dalla dialettica insuperabile; meglio di Cicerone e Lucrezio" quanto perché, sulla loro opera, si basava l'elaborazione di quella politica imperiale che si stava sviluppando a palazzo.
Lo stesso sovrano era particolarmente interessato ad approfondire le sue conoscenze in ogni campo dello scibile. Allo studio approfondito delle sette arti liberali si dedicò con particolare perseveranza: soprattutto rivolse le sue attenzioni alla grammatica latina, aiutato nello studio elementare da Pietro da Pisa e in quello intermedio da Paolo Diacono. Approfondì retorica e dialettica, importanti per la sua azione di governo.
Carlo amava circondarsi anche di poeti che davano avvio a vere e proprie gare di componimenti che il sovrano si compiaceva di giudicare. Se stupisce che Carlo sapesse a mala pena leggere e scrivere, bisogna sottolineare come lettura e scrittura fossero viste all'epoca come attività da lasciare ai ceti subalterni, inadatte ai ceti aristocratici laici, mentre la cultura doveva avvalersi soprattutto della trasmissione orale e della memoria individuale.

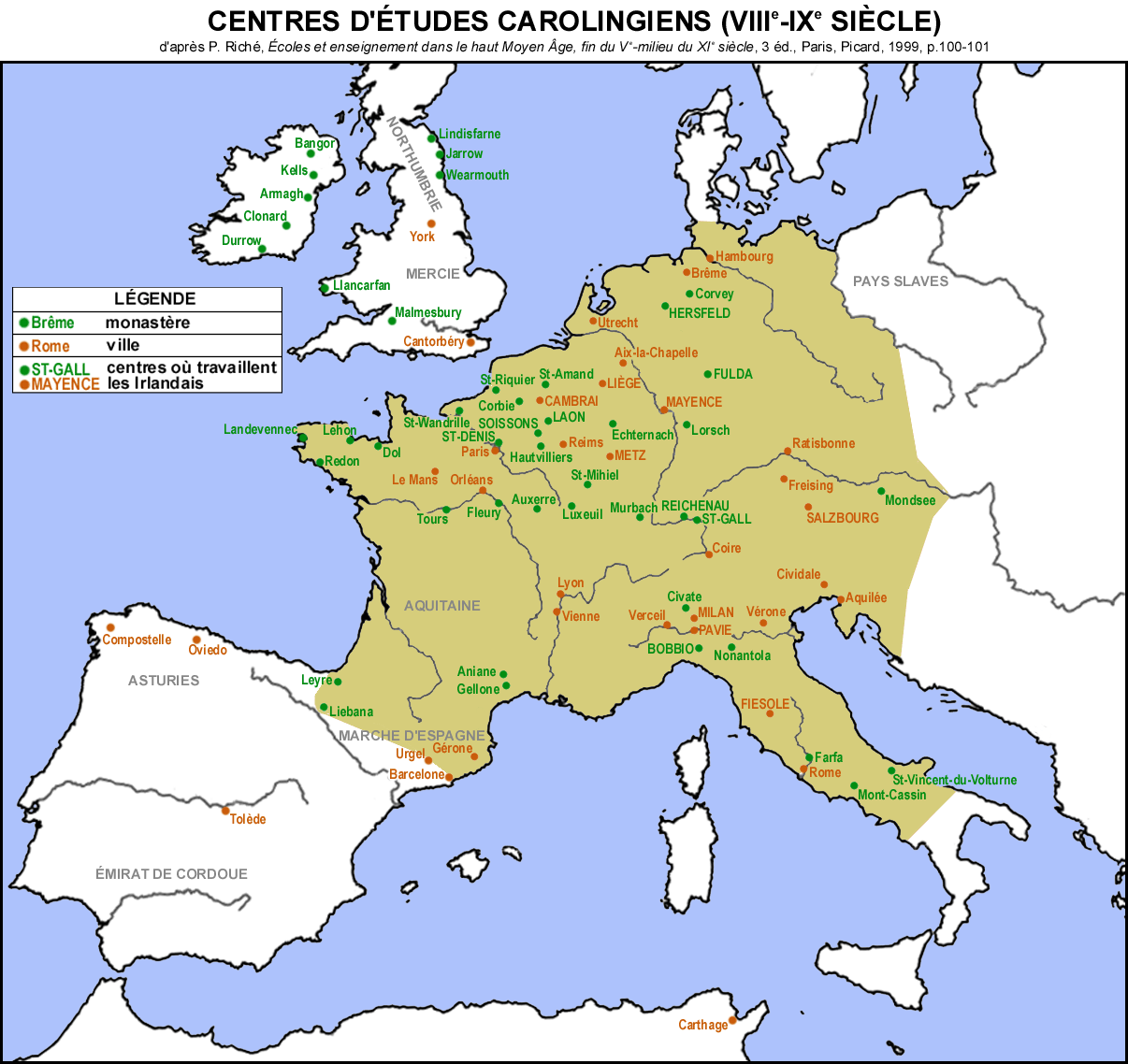
Centri di studio nel VIII e IX secolo: in verde le scuole monastiche, in arancione le scuole episcopali.

Dal palazzo proveniva quell'indirizzamento culturale che uniformava l'intero impero. Si rimodellò la grafia usata nella scrittura (la minuscola carolina), rendendola chiara e facilmente leggibile, e si raggiunsero una serie di obiettivi culturali e artistici attraverso una sistematica e consapevole restaurazione di modelli antichi.
La rinascita culturale all'epoca di Carlo fu diffusa e capillare, grazie alla promozione da parte dei monasteri, che in quel periodo ampliarono come mai prima le biblioteche e gli scriptoria.
Anche a livello architettonico l'Imperatore si occupò di far restaurare i vecchi edifici e monumenti romani, ma la sua opera più ambiziosa rimane senza dubbio la cappella palatina di Aquisgrana, con tutto il complesso di costruzioni annesse. Aquisgrana e il suo palazzo dovevano costituire secondo Carlo Magno una terza Roma, o per il nuovo ruolo di popolo eletto da Dio assunto dai franchi, secondo Paolo Diacono doveva considerarsi "come una nuova Gerusalemme, in terra nostra". Gli ambasciatori franchi riferirono al re che il complesso della basilica dei Santi Apostoli di Costantinopoli non differiva tanto da quella di San Vitale a Ravenna perciò si fecero venire ingegneri e architetti longobardi con tutte le proporzioni e le misurazioni necessarie.
Carlo Magno godette di un importante seguito nella cultura europea. Uno dei grandi cicli letterari medioevali, il Ciclo Carolingio, è incentrato sulle imprese di Rolando (o Orlando), storico condottiero di Carlo sul confine bretone. L'Imperatore fu inoltre preso a modello di cavaliere come uno dei Nove Prodi.

## L'economia e la monetazione
L'economia trovò nella curtis il proprio fulcro ("economia curtense"); si registrò inoltre la riforma monetaria basata sulla Lira d'argento.
La parola Lira deriva da "libbra", cioè il quantitativo teorico di argento necessario per coprire il valore della Lira (moneta) stessa e, per ovvie ragioni di comodità, essa almeno inizialmente non venne realmente coniata, mantenendo l'esclusiva funzione di unità di computo. Partendo dalla stessa libbra d'argento venne invece coniato il "denaro" (1 libbra d'argento = 240 denari), che come unico multiplo ebbe il "soldo" (1 soldo = 12 denari). Ne consegue che, almeno in teoria, 20 soldi d'argento avrebbero dovuto avere il peso e il valore di una libbra d'argento (cosa, quest'ultima, che non sempre avveniva per tutta una serie di fattori).